# Heide-Bürstenspinner

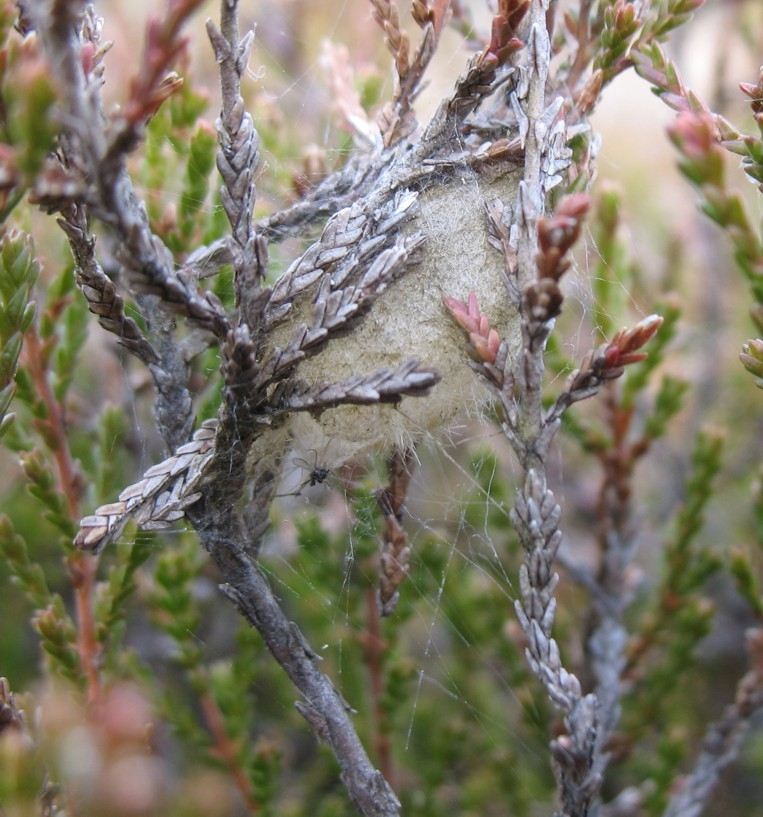
Puppe im Kokon

Der Heide-Bürstenspinner (Orgyia antiquoides), in der Literatur zuweilen auch als Orygia ericae oder Teia ericae zu finden, ist ein Schmetterling (Nachtfalter) aus der Unterfamilie der Trägspinner (Lymantriinae) innerhalb der Familie der Eulenfalter (Noctuidae). Weitere Namen sind: Heide-Bürstenbinder, Moorheide-Bürstenbinder und Erika-Bürstenbinder.

## Merkmale

### Falter
Zwischen den beiden Geschlechtern besteht ein starker Sexualdimorphismus. Die Männchen haben normal entwickelte Flügel und erreichen eine Flügelspannweite von 20 bis 24 Millimetern. Ihre Vorderflügeloberseite ist rostbraun gefärbt, in der Submarginalregion meist heller und in der Mitte des Vorderrandes zuweilen leicht grau beschuppt. Am Innenwinkel befindet sich ein kleiner mondförmiger weißer Fleck. Die Hinterflügeloberseite ist zeichnungslos dunkelbraun. Der Thorax ist pelzig behaart. Die Fühler sind lang und bis zur Spitze gefiedert. Die Weibchen haben komplett zurückgebildete Flügel und einen plumpen, walzenförmigen Körper, der zottig weißgrau bis gelbgrau behaart ist und eine Länge von 9 bis 11 Millimetern erreicht. Ihre Fühler sind sehr kurz und fein gezähnt.

### Raupe
Die Raupen sind in der Grundfarbe gelb und mit schwarzer Rückenlinie, ebenso gefärbten Seitenstreifen sowie weißgrauer Behaarung versehen. Auffällig sind die vier hellgelben bis orange gelben Rückenbürsten. Am ersten und letzten Segment befinden sich lange schwarze Haarpinsel.

### Ähnliche Arten
Der Schlehen-Bürstenspinner (Orgyia antiqua) ist mit einer Flügelspannweite von 25 bis 30 Millimetern größer, im Gesamterscheinungsbild heller rostbraun gefärbt und zeigt einen größeren weißen Fleck am Innenwinkel der Vorderflügeloberseite. Der Eckfleck-Bürstenspinner (Orgyia recens) unterscheidet sich durch einen hellen Fleck nahe am Apex.

## Gesamtverbreitung und Lebensraum
Der Heide-Bürstenspinner kommt in meist isolierten Gebieten von Südost- und Nordeuropa bis zum Ural vor. Er wurde auch in Zentralasien bis nach China nachgewiesen. Die Art besiedelt bevorzugt offene moorige Heidelandschaften.

## Lebensweise
Die zwischen Juli und August erscheinenden Männchen sind tagaktiv und fliegen in schnellem Flug meist nachmittags zwischen 15:00 und 17:00 Uhr in einer Höhe von ein bis zwei Metern über der Vegetation auf der Suche nach den Weibchen. Die Begattung erfolgt in der Regel innerhalb des Kokons, den die Weibchen fast nie verlassen. Nach der Begattung legen sie die Eier im Spiegeln im Kokon ab, die dort auch überwintern. Hauptnahrungspflanze der Raupen ist die Besenheide (Calluna vulgaris). Zu den weiteren Nahrungspflanzen zählen: Schmalblättriges Wollgras (Eriophorum angustifolium) sowie Glocken-Heide (Erica tetralix). Die Verpuppung erfolgt in einem Gespinst in geringer Höhe in der Vegetation.

## Gefährdung
In Deutschland kommen die Falter nur in einigen nördlichen Regionen meist lokal und selten vor. Die Raupen werden hingegen zuweilen zahlreich gefunden. Auf der Roten Liste wird die Art als „stark gefährdet“ oder „vom Aussterben bedroht“ geführt.